# Chamina Ben Mohamed
Chamina Ben Mohamed (auch: Chamina Ali Mohamed) ist eine Politikerin in den Komoren. Sie ist seit 2020 in der Unionsversammlung (Parlament der Komoren).

## Leben
Chamina Ben Mohamed ist eine Lehrerin für Geschichte und Geographie. Ihre Ausbildung erhielt sie an der Université de Toliara in Madagaskar.
Chamina Ben Mohamed wurde im Juni 2019 als Staatssekretärin für Tourismus im Wirtschaftsministerium ernannt.
Sie ist Mitglied der Convention pour le renouveau des Comores (CRC) und wurde in den Wahlen in den Komoren 2020 im ersten Wahlgang für den Wahlkreis Dewa auf Mohéli gewählt. Sie ist Präsidentin des Mouvement des Jeunes et Cadres Mohéliens.